# Lietuvos Lyga 1931
L'edizione 1931 del Lietuvos Lyga fu la 10ª del massimo campionato di calcio lituano; il titolo fu vinto dal KSS Klaipeda, giunto al suo 4º titolo.

## Formula
Per la prima volta il campionato fu disputato in un girone unico nazionale e fu ufficialmente denominato Lietuvos Lyga. Rispetto al campionato precedente furono invitate al torneo le prime quattro squadre del girone di Kaunas, la prima e la terza di quello di Klaipeda e la prima di quello di Sudovia, mentre nessuna squadra di Siauliai fu invitata.
Le sette squadre si incontrarono in gare di sola andata, per un totale di sei incontri per squadra; erano assegnati due punti alla vittoria, un punto al pareggio e zero per la sconfitta. La squadra ultima classificata retrocesse, mentre furono disputati due spareggi tra le squadre di seconda divisione per decidere le due promozioni.

## Classifica finale
|                     | Pos. | Squadra        | Pt | G | V | N | P | GF | GS | DR  |
| ------------------- | ---- | -------------- | -- | - | - | - | - | -- | -- | --- |
| Lituania (bandiera) | 1.   | KSS Klaipeda   | 10 | 6 | 4 | 2 | 0 | 24 | 7  | +17 |
|                     | 2.   | Kovas Kaunas   | 8  | 6 | 4 | 0 | 2 | 22 | 14 | +8  |
|                     | 3.   | Freya Klaipeda | 7  | 6 | 3 | 1 | 2 | 7  | 16 | -9  |
|                     | 4.   | Sveikata       | 6  | 6 | 2 | 2 | 2 | 14 | 14 | +0  |
|                     | 5.   | LGSF Kaunas    | 6  | 6 | 3 | 0 | 3 | 12 | 12 | +0  |
|                     | 6.   | LFLS Kaunas    | 5  | 6 | 2 | 1 | 3 | 11 | 10 | +1  |
|                     | 7.   | Tauras Kaunas  | 0  | 6 | 0 | 0 | 6 | 1  | 18 | -17 |